# Jorge Enrique Jiménez Carvajal
Jorge Enrique Jiménez Carvajal (Bucaramanga, 29 marzo 1942) è un cardinale e arcivescovo cattolico colombiano, dal 25 marzo 2021 arcivescovo emerito di Cartagena.

## Biografia
Jorge Enrique Jiménez Carvajal è nato il 29 marzo 1942 a Bucaramanga, diocesi di Nueva Pamplona (oggi nell'omonima arcidiocesi) e dipartimento di Santander, nella parte centro orientale della Repubblica di Colombia.

### Formazione e ministero sacerdotale
Dopo aver ricevuto l'istruzione primaria, sentendo maturare una precoce vocazione sacerdotale, si è iscritto al Seminario minore diocesano di Floridablanca, dove ha ottenuto il diploma. Nel 1959 si è trasferito nella capitale Bogotà ed è entrato nella Congregazione di Gesù e Maria, società di vita apostolica fondata nel 1643 dal sacerdote francese Jean Eudes, frequentando prima la Pontificia Universidad Javeriana per gli studi in filosofia e poi il Seminario Eudista de Valmaría per quelli in teologia; nel frattempo, ventiduenne, il 17 maggio 1964 ha emesso la professione solenne per i padri eudisti. Successivamente ha conseguito anche la laurea in scienze sociali all'Instituto Latinoamericano de Estudios sociales di Santiago del Cile, in Cile.
Al termine del percorso, venticinquenne, ha ricevuto l'ordinazione sacerdotale il 17 giugno 1967, nella città natale, per imposizione delle mani di Héctor Rueda Hernández, arcivescovo metropolita di Bucaramanga. Poco dopo gli è stato affidato l'incarico di professore al Seminario maggiore di Santa Rosa de Osos, mentre in seguito è tornato a Bogotà, dove è stato prima formatore del Seminario Eudista de Valmaría fino al 1971, poi incaricato della sezione caritativa della Comunità eudista El minuto de Dios dal 1972 e responsabile della diffusione della dottrina sociale nel Segretariato nazionale per la pastorale sociale della Conferenza episcopale della Colombia (CEC) dal 1975; ha ricoperto gli ultimi due uffici fino al 1978.
Nel 1979 è divenuto direttore degli studi dell'Istituto teologico-pastorale del Consiglio episcopale latinoamericano (CELAM) a Medellín per i successivi nove anni; oltre a ciò, nel 1985 ha cominciato ad insegnare presso gli Istituti dedicati alla preparazione di missionari (sacerdoti, religiosi e laici) per l'America Latina situati a Lovanio (Belgio), Madrid (Spagna) e Verona (Italia), mentre nel 1988 è stato eletto superiore provinciale per la Colombia della Congregazione eudista, ricoprendo gli incarichi fino alla promozione all'episcopato. Inoltre, su nomina del papa, dal 1989 al 1991 è stato segretario generale della Confederazione latinoamericana dei religiosi (CLAR).

### Ministero episcopale e cardinalato

#### Vescovo di Zipaquirá
Il 9 novembre 1992 papa Giovanni Paolo II lo ha nominato, cinquantenne, vescovo di Zipaquirá; è succeduto a Rubén Buitrago Trujillo, O.A.R., deceduto a settant'anni il 27 settembre 1991. Ha ricevuto la consacrazione episcopale il 12 dicembre seguente, nella cattedrale della Santissima Trinità e Sant'Antonio di Padova a Zipaquirá, per imposizione delle mani del cardinale Mario Revollo Bravo, arcivescovo metropolita di Bogotà, assistito dai co-consacranti monsignori Paolo Romeo, arcivescovo titolare di Vulturia e nunzio apostolico in Colombia, nonché futuro cardinale, e Juan Francisco Sarasti Jaramillo, C.I.M., vescovo di Barrancabermeja; ha preso possesso della diocesi durante la stessa celebrazione.
Nel 1993 è stato eletto segretario generale della Conferenza episcopale della Colombia, terminando anticipatamente l'incarico quando nel 1995 è stato eletto segretario generale del Consiglio episcopale latinoamericano, succedendo a Raymundo Damasceno Assis, vescovo titolare di Novapietra ed ausiliare di Brasilia, nonché futuro cardinale; scaduto il mandato di quattro anni, nel 1999 i membri dell'assemblea lo ha eletto presidente della stessa, subentrando ad Óscar Rodríguez Maradiaga, S.D.B., arcivescovo metropolita di Tegucigalpa e futuro cardinale.
Il 15 maggio 2001 il papa lo ha nominato consigliere della Pontificia commissione per l'America Latina, quando era già membro del Pontificio consiglio della pastorale per gli operatori sanitari, ed il 24 agosto successivo lo ha chiamato a prendere parte alla X assemblea generale ordinaria del Sinodo dei vescovi, svoltasi poi nella Città del Vaticano dal 30 settembre al 6 novembre dello stesso anno, con tema Il Vescovo: Servitore del Vangelo di Gesù Cristo per la speranza del mondo; durante l'assise è stato ricevuto anche in udienza dal papa insieme ad altri partecipanti. Infine, il 13 dicembre ha partecipato all'Incontro sul futuro dei cristiani in Terra santa, sempre in Vaticano.
Dal 1º al 5 settembre 2002, insieme ai presidenti delle Conferenze episcopali americane, ha partecipato all'incontro, organizzato a Santo Domingo dal Pontificio consiglio per la famiglia, dalla Pontificia commissione per l'America Latina e dal CELAM, per discutere il tema della Situazione e prospettive della famiglia e della vita in America, firmandone la dichiarazione finale. L'11 ottobre dello stesso anno è stato sequestrato a San Antonio de Aguilera, presso Pacho, mentre si stava recando a celebrare una funzione insieme a padre Desiderio Orjuela; i rapitori sono stati identificati come membri delle Forze Armate Rivoluzionarie della Colombia (FARC), e tra gli appelli volti al suo rilascio figurano quelli di Everth Bustamante, sindaco di Zipaquirá, del generale Carlos Alberto Ospina, che ha offerto una cospicua ricompensa per chi avesse fornito informazioni utili, e soprattutto quelli del pontefice il giorno successivo e nell'udienza generale del mercoledì. È stato liberato una settimana dopo, il 18 ottobre, dopo una grande operazione militare che ha portato all'arresto di 2 guerriglieri, mentre il terzo si è arreso spontaneamente; due anni dopo i responsabili sono stati condannati a 31 anni di carcere dal tribunale speciale del Dipartimento di Cundinamarca.
Dopo il rilascio, è stato ricevuto in udienza dal papa il 16 gennaio 2003 e lo stesso anno ha concluso il mandato di quattro anni come presidente del CELAM, quando gli è subentrato il cardinale Francisco Javier Errázuriz Ossa, P.Sch., arcivescovo metropolita di Santiago del Cile.

#### Coadiutore, poi arcivescovo metropolita di Cartagena
Il 6 febbraio 2004 papa Giovanni Paolo II lo ha promosso, sessantunenne, arcivescovo coadiutore di Cartagena, facendo in seguito il proprio ingresso in arcidiocesi, mentre il 27 settembre successivo si è recato in Vaticano insieme a Luis Augusto Castro Quiroga, I.M.C., arcivescovo metropolita di Tunja, per la visita ad limina apostolorum, allo scopo di discutere con il pontefice della situazione e dei problemi relativi alla sua nuova zona pastorale.
Il 24 ottobre 2005, con l'accettazione della rinuncia per motivi di salute del settantenne Carlos José Ruiseco Vieira, che aveva guidato la diocesi per ventidue anni, è succeduto per coadiutoria come arcivescovo metropolita di Cartagena, all'età di sessantatré anni. In seguito ha preso possesso dell'arcidiocesi durante una cerimonia svoltasi nella cattedrale di Santa Caterina d'Alessandria a Cartagena de Indias. Il 29 giugno 2006, giorno della solennità dei Santi Pietro e Paolo, si è recato presso la basilica di San Pietro in Vaticano, dove il pontefice gli ha imposto il pallio, simbolo di comunione tra la Santa Sede ed il metropolita, mentre il 30 giugno è stato ricevuto in udienza dal papa insieme agli altri nuovi metropoliti.
Il 23 settembre 2009 papa Benedetto XVI lo ha chiamato a prendere parte, come membro di nomina pontificia, alla II assemblea speciale per l'Africa del Sinodo dei vescovi, svoltasi poi nella Città del Vaticano dal 4 al 23 ottobre successivi, con tema La Chiesa in Africa a servizio della riconciliazione, della giustizia e della pace. "Voi siete il sale della terra ... Voi siete la luce del mondo" (Mt 5, 13.14).
Ha compiuto una seconda visita ad limina il 6 settembre 2012, insieme ad altri membri dell'episcopato colombiano, nel Palazzo Pontificio di Castel Gandolfo.
Il 10 settembre 2017 ha accolto papa Francesco a Cartagena, durante l'ultima tappa del suo viaggio apostolico in Colombia (6 – 11 settembre), assistendo alla benedizione della prima pietra delle case per i senzatetto e dell'Opera Talitha kumi ed alla messa nell'area portuale della città, terminata con il saluto di congedo del papa.
Il 25 marzo 2021 papa Francesco ha accettato la sua rinuncia dal governo pastorale dell'arcidiocesi di Cartagena per raggiunti limiti d'età, ai sensi del can. 401 § 1 del Codice di diritto canonico, divenendone arcivescovo emerito poco prima di compiere settantanove anni e dopo più di quindici anni di governo pastorale; gli è succeduto il sessantaquattrenne Francisco Javier Múnera Correa, I.M.C., fino ad allora vescovo di San Vicente del Caguán. È rimasto ad amministrare l'arcidiocesi fino all'installazione del successore il 22 maggio.
Il 29 maggio 2022, al termine del Regina Caeli, papa Francesco ha annunciato la sua creazione a cardinale; nel concistoro del 27 agosto seguente lo ha creato cardinale presbitero di Santa Dorotea. Avendo già ottant'anni al momento dell'annuncio, non avrà il diritto di entrare in conclave e di essere membro dei dicasteri della Curia romana, in conformità all'art. II § 1-2 del motu proprio Ingravescentem Aetatem, pubblicato da papa Paolo VI il 21 novembre 1970. Il 3 ottobre 2023 ha preso possesso del titolo cardinalizio.

## Genealogia episcopale e successione apostolica
La genealogia episcopale è:
- Cardinale Scipione Rebiba
- Cardinale Giulio Antonio Santori
- Cardinale Girolamo Bernerio, O.P.
- Arcivescovo Galeazzo Sanvitale
- Cardinale Ludovico Ludovisi
- Cardinale Luigi Caetani
- Cardinale Ulderico Carpegna
- Cardinale Paluzzo Paluzzi Altieri degli Albertoni
- Papa Benedetto XIII
- Papa Benedetto XIV
- Papa Clemente XIII
- Cardinale Marcantonio Colonna
- Cardinale Giacinto Sigismondo Gerdil, B.
- Cardinale Giulio Maria della Somaglia
- Cardinale Carlo Odescalchi, S.I.
- Vescovo Eugène de Mazenod, O.M.I.
- Cardinale Joseph Hippolyte Guibert, O.M.I.
- Cardinale François-Marie-Benjamin Richard de la Vergne
- Cardinale Pietro Gasparri
- Cardinale Clemente Micara
- Cardinale Antonio Samorè
- Cardinale Aníbal Muñoz Duque
- Cardinale Mario Revollo Bravo
- Cardinale Jorge Enrique Jiménez Carvajal

La successione apostolica è:
- Vescovo Hernán Alvarado Solano (2001)
- Vescovo Ariel Lascarro Tapia (2015)
- Vescovo Jorge Enrique Malpica Bejarano (2025)